# Glottratärnen
Glottratärnen är en sjö i Hallsbergs kommun i Närke och ingår i Motala ströms huvudavrinningsområde. Sjöns area är 0,0012 kvadratkilometer och den är belägen 123,5 meter över havet.